# جعلوني مجرما (فلم)
جعلوني مجرماً هو فيلم مصري من إنتاج عام 1954، بطولة فريد شوقي وهدى سلطان ويحيى شاهين وإخراج عاطف سالم، عرض الفيلم لأول مرة عام 1954، قصة الفيلم حقيقة قدمها فريد شوقي عن أحد الأطفال بالإصلاحية والتي كان شقيقه الضابط أحمد شوقي مأمورا عليها. وقد صدر عقب عرض هذا الفيلم قانون مصري ينص على الإعفاء من السبقة الأولى في الصحيفة الجنائية حتى يتمكن المخطئ من بدء حياة جديدة.

## قصة الفيلم
شاب لم يجد من يحسن تربيته بعد وفاة والده الذي تزوج والدته زواجًا عرفيًّا، يستولي عم الشاب على ثروته ويبددها على الحفلات الصاخبة ويصبح الفتى ضائعًا في الطريق فتلتقطه عصابة للنشل، تتوفى أمه فيلجأ إلى عمه فيطرده ويودعه إصلاحية الأحداث، يحاول أن يجد عملا شريفًا بعد خروجه من الإصلاحية ولكنه يفشل، تدفعه الظروف لينضم لعصابة ويلتقي مع مطربة في كبارية فيحبها وينافسه عمه على حبها، العم يطارده في كل مكان، يتهم ظلمًا في جريمة قتل ويقضي فترة العقوبة، تحاول المطربة أن تحصل على دليل براءته وحين تحصل على هذا الدليل يكون قد هرب من السجن ويذهب لمقابلة عمه ويقتله ليصبح مجرمًا بالفعل.

## طاقم التمثيل
- فريد شوقي: (سلطان)
- هدى سلطان: (ياسمينا)
- يحيى شاهين: (الشيخ حسن)
- سراج منير: (زهران بيه)
- نجمة إبراهيم: (دواهي)
- رشدي أباظة: (صاحب الكباريه)
- سليمان الجندي: (يسري)
- محمد رضا: (بدر)

## فريق العمل
- إخراج: عاطف سالم
- قصة: رمسيس نجيب، فريد شوقي
- سيناريو: نجيب محفوظ، السيد بدير، عاطف سالم
- حوار: السيد بدير
- إنتاج: فريد شوقي
- توزيع: دولار فيلم
- مونتاج: عطية عبده
- مدير التصوير: وحيد فريد

## الأغاني
- تأليف: فتحي قورة، محمد علي أحمد
- ألحان: رياض السنباطي، محمد فوزي، أحمد صدقي

## وصلات خارجية
- مقالات تستعمل روابط فنية بلا صلة مع ويكي بيانات

- صفحة الفيلم على موقع السينما